# Compagnia del Divino Amore

## Storia
La Compagnia nacque a Genova il 26 dicembre 1497 per volontà di Caterina Fieschi Adorno (Caterina da Genova) ed ebbe come attivo promotore il laico Ettore Vernazza. La Compagnia promosse l'idea di un ritorno allo spirito caritativo del Cristianesimo: questo si concretizzò nell'attività della Compagnia nella creazione e diffusione degli ospedali degli Incurabili del Cinquecento e la conseguente riforma ospedaliera di quel periodo. infatti, in quegli anni vi era una forte domanda di assistenza, dato che si visse l'emergenza sanitaria della diffusione dell'epidemia di sifilide dell'inizio del XVI secolo, forse portata in Italia dalle truppe di Carlo VIII alla fine Quattrocento.
La Compagnia era composta in gran parte da laici, sia nobili che popolari.
La compagnia fondò a Genova il suo primo Oratorio, ma estese rapidamente la sua azione in tutta la penisola: innanzi tutto a Roma, dove essa venne incaricata della gestione dell'Ospedale San Giacomo, poi a Brescia, dove fondò l'ospedale degli Incurabili della città (grazie all'attività di Bartolomeo Stella, coinvolto nella compagnia), poi ancora Venezia (con Gaetano da Thiene), a Vicenza, Verona, Napoli (grazie all'attività di Maria Lorenza Longo) e Palermo.
La compagnia fondò almeno undici ospedali degli Incurabili in tutta Italia, estendendo la propria azione da Nord verso Sud. In breve tempo, anche altri ordini religiosi ricalcarono chiaramente il modello genovese-romano del Divino Amore; l'istituzione di ospedali divenne così importante da costituire una tappa in rilievo anche nei percorsi di pellegrinaggio.
L'efficacia della compagnia originaria si affievolì dopo alcuni decenni, nella prima metà del XVI secolo, disperdendone i componenti per divergenze interne, soprattutto dopo la morte di Ettore Vernazza avvenuta nel 1524 e infine a seguito del Sacco di Roma del 1527; tuttavia, la sua azione ebbe una forte influenza nel cambiamento della mentalità dell'epoca per lo spirito caritativo della Controriforma. Molti componenti abbandonarono la compagnia e fondarono altri gruppi indipendenti da questa, come i Teatini di Gaetano da Thiene, i Barnabiti, o la confraternita di S. Girolamo della Carità, eccetera.